# Spiaggia di Pilati
Spiaggia di Pilati este o arie protejată (arie specială de conservare — SAC, sit de importanță comunitară — SCI) din Italia întinsă pe o suprafață de 8,26 ha, integral pe uscat.

## Localizare
Centrul sitului Spiaggia di Pilati este situat la coordonatele 37°55′08″N 15°48′05″E / 37.918889°N 15.801389°E.

## Înființare
Situl Spiaggia di Pilati a fost declarat sit de importanță comunitară în septembrie 1995 pentru a proteja 2 specii de animale. Situl a fost protejat și ca arie specială de conservare în iunie 2017.

## Biodiversitate
Situată în ecoregiunea mediteraneană, aria protejată conține 2 habitate naturale: Dune cu vegetație ierboasă Malcolmietalia, Vegetație anuală la limita mareei.
La baza desemnării sitului se află mai multe specii protejate:
- păsări (1): prundăraș de sărătură (Charadrius alexandrinus)
- reptile (1): Caretta caretta

Pe lângă speciile protejate, pe teritoriul sitului au mai fost identificate 1 specie de amfibieni.